# Pintamojärvi
Pintamojärvi är en sjö i Finland. Den ligger i kommunen Pudasjärvi i landskapet Norra Österbotten, i den centrala delen av landet, 600 km norr om huvudstaden Helsingfors. Pintamojärvi ligger 167,3 meter över havet. Arean är 3,39 kvadratkilometer och strandlinjen är 10,26 kilometer lång. Sjön  ingår i Ijo älvs huvudavrinningsområde. 